# Pio Emanuelli
Pio Emanuelli (Roma, 3 novembre 1889 – Roma, 2 luglio 1946) è stato un astronomo, storico e divulgatore scientifico italiano.

## Biografia
Pio Emanuelli nacque a Roma il 3 novembre 1889, e ivi morì il 2 luglio 1946. Rivelò precocemente il proprio interesse per l'astronomia (inviò alcune osservazioni sull'eclisse solare del 1900 al noto astronomo francese Camille Flammarion); dopo essersi laureato in Fisica, entrò nel 1910 alla Specola Vaticana chiamato dal direttore, il padre gesuita Johann Georg Hagen dove collaborò con lo stesso alla stesura dell'"Astrographic catalogue". 
Nel 1922 gli venne conferita per meriti la libera docenza in astronomia fisica e descrittiva, presso l'università di Roma, divenendo ordinario di Storia dell'Astronomia nella stessa università nel 1938; nello stesso periodo tenne anche corsi all'università di Perugia. I suoi interessi si rivolsero principalmente verso la meccanica celeste e le osservazioni di eclissi solari, e in seguito verso la storia dell'astronomia e la divulgazione scientifica, anche con numerosi articoli e con trasmissioni radiofoniche. Emanuelli partecipò a spedizioni per osservare le eclissi totali del Sole del 1922 e 1923. Durante la guerra diresse la stazione meteorologica di Bracciano, continuando nel contempo a studiare ed insegnare astronomia. Fu segretario della Società astronomica italiana, socio della Accademia pontificia dei nuovi lincei. Come divulgatore scientifico, scrisse numerosi articoli di argomento astronomico sulla rubrica "Dal taccuino astronomico di Pio Emanuelli" che aveva sul mensile Coelum Astronomia. A partire dal 1930 fu titolare inoltre di un'altra rubrica di divulgazione astronomica sul Corriere della Sera,  oltre che di numerose riviste popolari e specializzate, quali «Almanacco scientifico e industriale», «Memorie della Società Astronomica Italiana», «Astronomische Nachrichten», «Popular Astronomy». Tra i suoi numerosi scritti si ricordano le "Tavole per la trasformazione delle coordinate equatoriali in coordinate galattiche" (1929), i saggi divulgativi "Eventi astronomici e bizzarrie scientifiche" (1927), "Il cielo e le sue meraviglie" (1934), oltre a numerosissimi articoli, tra i quali: "Ephemeride des Planeten" (1908), "L'Astronomia in Dante" (1921), "The stellar region at the total solar eclipse of 1923" (1923), "Gli eclissi di sole totali non-centrali" (1928), "Il periodo pre-Herscheliano dell'astronomia siderale" (1929), "Storia della scoperta dell'allargamento delle righe spettrali nelle macchie solari" (1933), "Bio-bibliografie di astronomi dimenticati" (1937) 
Nel 1997 gli è stato dedicato l'asteroide 11145 Emanuelli.

## Archivio
Emanuelli lasciò alla sua morte alla moglie Carmen, insieme ad una ricchissima biblioteca, una grande quantità di materiali scientifici, in parte ancora sotto forma di appunti e materiale preparatorio. Il materiale è pervenuto alla Domus Galilaeana, dove è attualmente conservato,  tramite donazione e acquisto. La donazione è avvenuta a più riprese a partire dal 1967. L'acquisto dell'ultima parte del fondo, che ha riguardato anche la biblioteca dell'astronomo, è avvenuto nel 1973.

## Opere
- Pio Emanuelli, A quali osservatori debbono spedirsi le carte fotografiche del cielo?, Catania : Tip. C. Galatola, 1914
- Pio Emanuelli, Il cielo e le sue meraviglie : atlante di 150 tavole. Milano : Hoepli, stampa 1934
- Pio Emanuelli, Eclisse solare del 17 aprile 1912. Catania : Tip. Galatola, 1912
- Pio Emanuelli, Eventi astronomici e bizzarrie scientifiche. Albano Laziale : Fratelli Strini, 1927
- Pio Emanuelli, Perché il bimillenario virgiliano cade nel 1931. Napoli : SIEM, 1930
- Pio Emanuelli, Telescopi giganti - La lettura : Rivista mensile del Corriere della Sera (1932:A. 32, feb., 1, fasc. 2)